# Ignacio Rodríguez-Iturbe
Ignacio Rodríguez-Iturbe (8. března 1942 v Caracasu ve Venezuele – září 2022) byl americký hydrolog, profesor na Princetonské univerzitě. Jeho hlavní oblastí zájmu byla dynamika interakcí mezi klimatem, půdou a vegetací. Jde o jednoho z nejuznávanějších hydrologů, obdržel nejprestižnější ocenění ve svém oboru, včetně Robert E. Horton Medal (1998) a Stockholm Water Prize (2002) za své zásluhy o rozvoj hydrologie. Od roku 2008 byl členem Papežské akademie věd a od roku 2010 byl členem Národní akademie věd Spojených států amerických. Byl laickým členem Opus Dei, byl ženatý a měl pět dětí, jeho syn působí ve Venezuele jako kněz Opus Dei.

## Knihy
- Random Functions and Hydrology (Dover Books on Advanced Mathematics) (1994)
- Fractal River Basins: Chance and Self-Organization (2001)
- Ecohydrology of Water Controlled Ecosystems: Soil Moisture and Plant Dynamics (spoluautor A. Porporato; 2004, 2. vydání 2007)